# Euphorbia aequoris
Euphorbia aequoris är en törelväxtart som beskrevs av Nicholas Edward Brown. Euphorbia aequoris ingår i släktet törlar, och familjen törelväxter. Inga underarter finns listade i Catalogue of Life.